# Форсгага
Форсгага (швед. Forshaga) — містечко (tätort, міське поселення) у центральній Швеції в лені  Вермланд. Адміністративний центр комуни  Форсгага.

## Географія
Містечко знаходиться у центральній частині лена  Вермланд за 325 км на захід від Стокгольма.

## Історія
У 1944 році Форсгага отримав статус чепінга. А з 1971 року увійшов до складу однойменної комуни.

## Герб міста
Герб торговельного містечка (чепінга) Форсгага отримав королівське затвердження 1954 року.
Герб: щит скошений справа хвилясто, у верхньому зеленому полі золота корона з вирізом, у нижньому золотому — зелена гілка лавру з трьома листочками і плодами.
Корона означає флотаційний знак «Корона з вирізом», який ставився на деревину під час сплаву лісу до папірні, і символізує лісообробну галузь та виробництво паперу. Лавр (швед. lager) уособлює родину Лагерлеф.
Після адміністративно-територіальної реформи, проведеної в Швеції на початку 1970-х років, муніципальні герби стали використовуватися лишень комунами. Цей герб був 1971 року перебраний для нової комуни Форсгага. 

## Населення
Населення становить 6 439 мешканців (2018). 

## Економіка
Значну роль у розвитку Форсгаги відіграла паперова фабрика.

## Спорт
У поселенні базується футбольний клуб Форсгага ІФ, хокейний Форсгага ІФ Г, гандбольний Форсгага ГК та інші спортивні організації. 

## Галерея

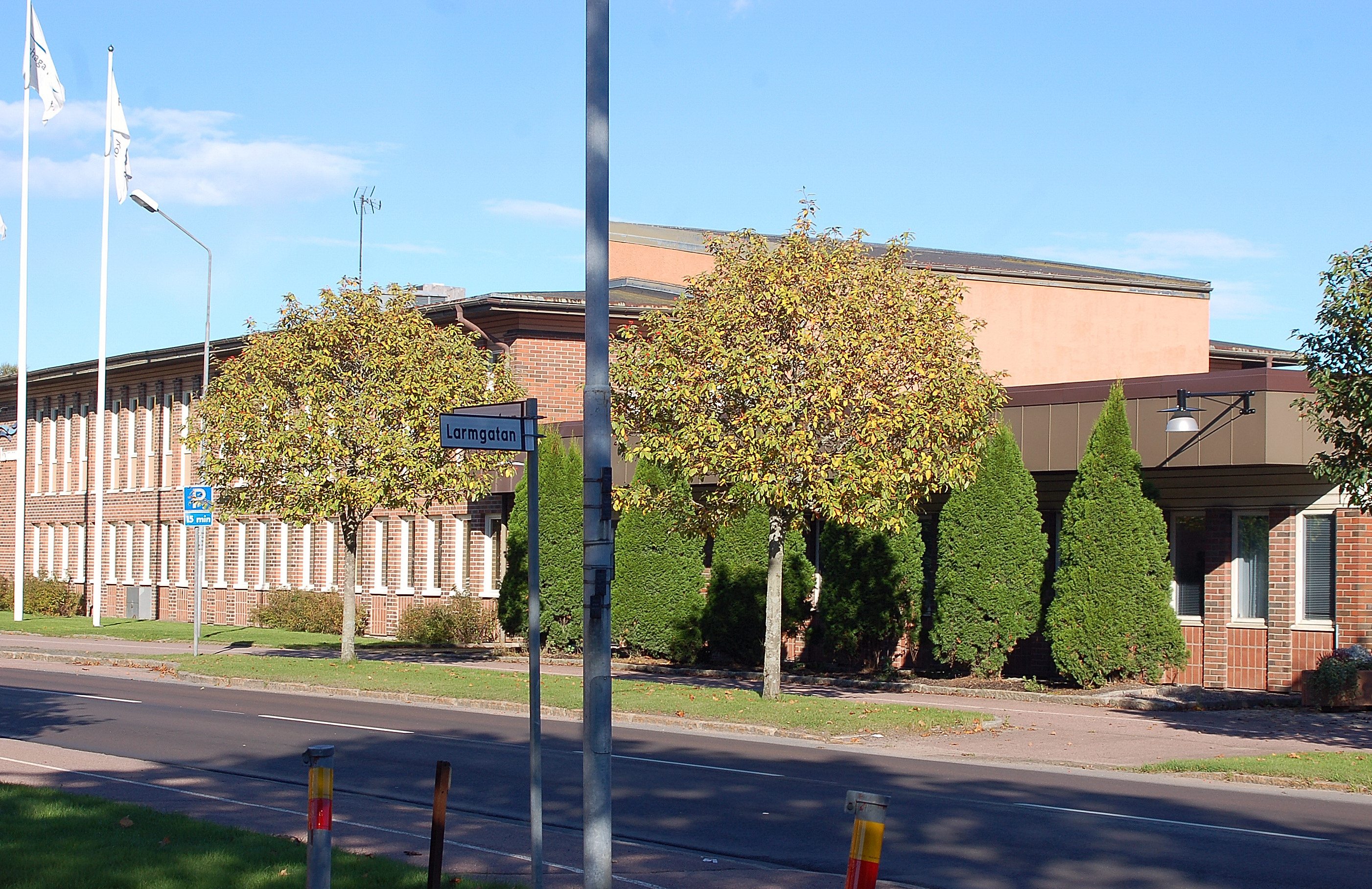
Управа комуни
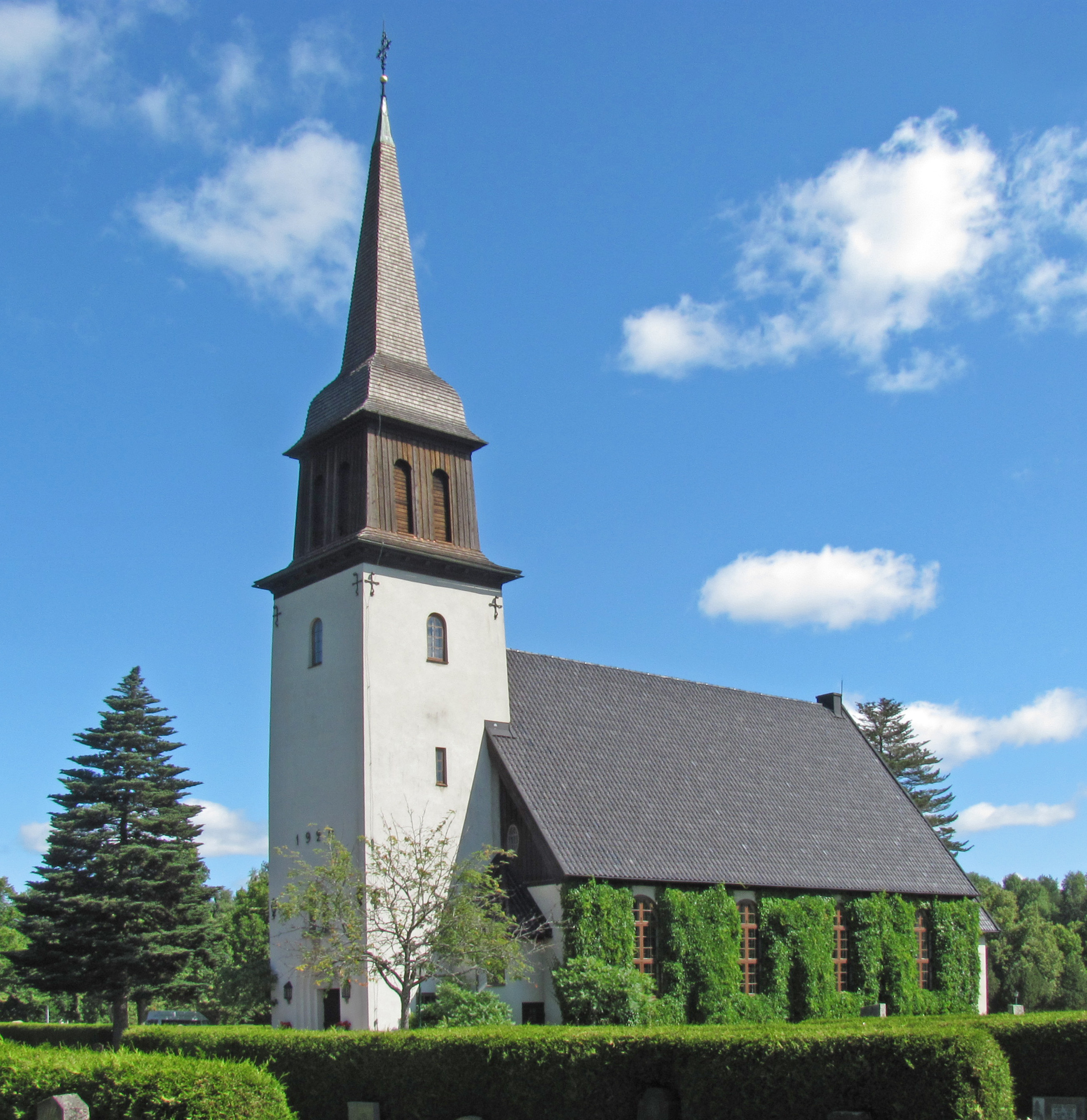
Церква
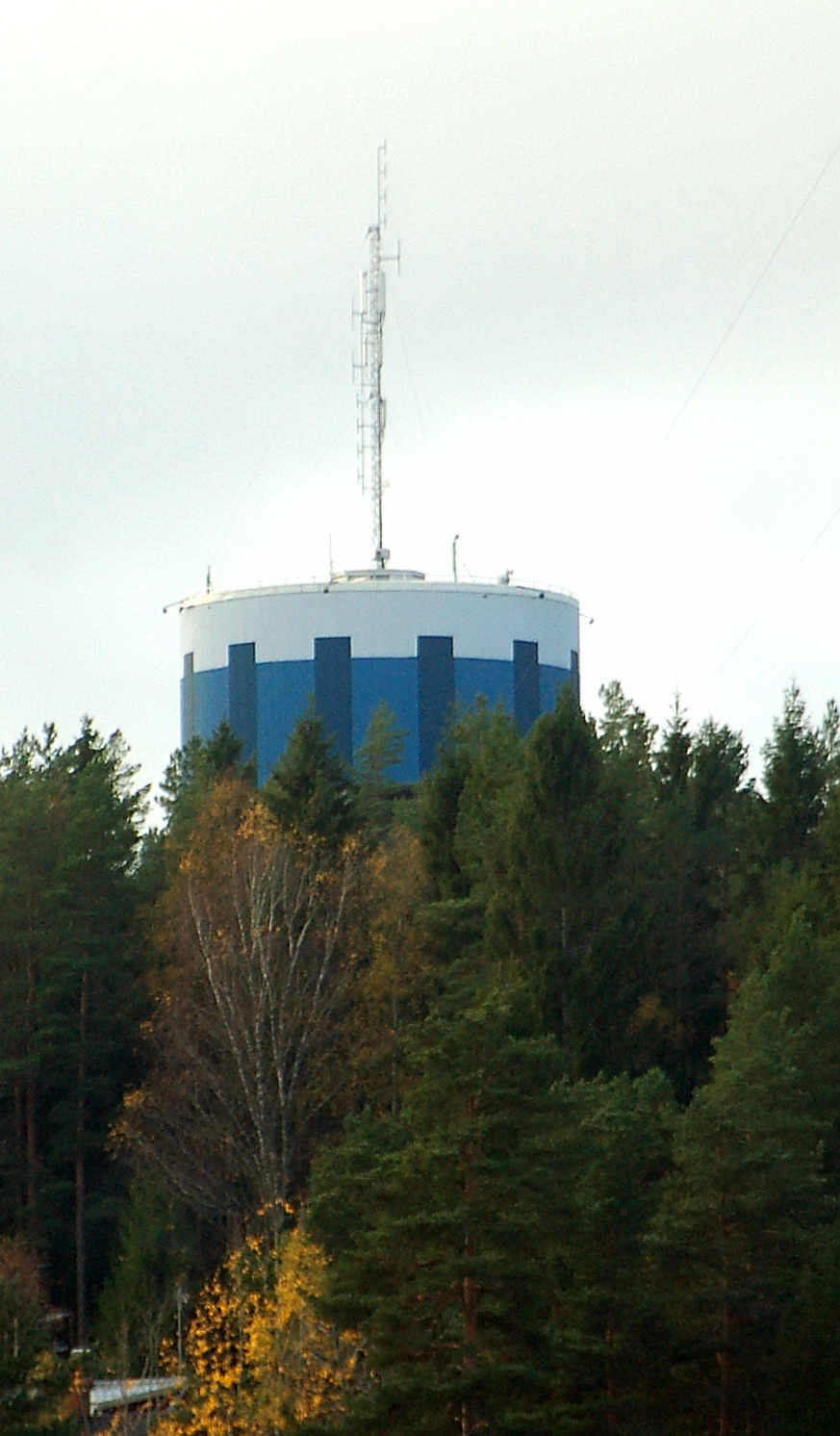
Водонапірна вежа
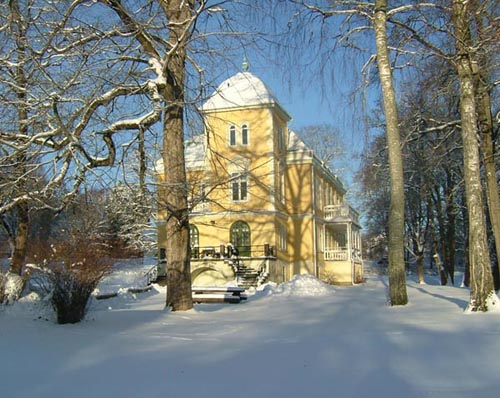
Палац

## Покликання
- Сайт комуни Форсгага [Архівовано 27 квітня 2021 у Wayback Machine.]